# Gunnar Lindberg (militär)
Gunnar Ivar Bertil Lindberg, född 10 april 1903 i Höreda, död 10 februari 1984 i Ängelholm, var en svensk överste i flygvapnet.

## Biografi
Lindberg började sin militära bana vid Kalmar regemente i Eksjö men sökte sig efter några år till det nybildade flygvapnet, utbildade sig till flygare i Ljungbyhed och fick sina vingar 1932. Under andra världskriget var han placerad vid Försvarsstaben. Han ledde 1941 års försvarsutredning. Han var flygbasområdedchef för södra och västra Sverige 1945–1948, chef för Flygvapnets centrala skolor 1949–1956. Åren 1957–1959 var han chef för Norrbottens flygbaskår (F 21) samt ställföreträdande eskaderchef för Fjärde flygeskadern (E 4). Lindberg avslutade sin aktiva karriär inom Flygvapnet som ställföreträdande eskaderchef för Andra flygeskadern (E 2), åren 1959–1963. Han är begravd på Ängelholms kyrkogård.

## Utmärkelser
- Riddare av Vasaorden, 1942.[2]
- Riddare av Svärdsorden, 1943.[3]
- Kommendör av Svärdsorden, 11 november 1952.[4]
- Kommendör av första klass av Svärdsorden, 6 juni 1957.[5]